# Lioua
Lioua (în arabă ليوة) este o comună din provincia Biskra, Algeria.
Populația comunei este de 21.416 locuitori (2008).